# Partito del Lavoro (Turchia)
Il Partito del Lavoro (in turco: Emek Partisi, EMEP) è un partito politico turco. Il suo segretario è Selma Gurkan. Il partito venne fondato nel 1996 e immediatamente messo fuori legge dalla Corte Costituzionale turca; fu quindi rifondato con il nome Partito Laburista (Emeğin Partisi, EMEP) nello stesso anno. Nel 2005 ha riassunto il nome originario, mantenendo comunque la sigla EMEP.
Il partito definisce la sua ideologia "socialismo scientifico" e considera il Partito Comunista Rivoluzionario di Turchia (il suo apparato clandestino) "il partito rivoluzionario illegale della classe lavoratrice". Segue la linea della Conferenza Internazionale dei Partiti e delle Organizzazioni Marxisti-Leninisti (Unità e Lotta) di orientamento hoxhaista. Nel suo programma l'EMEP dichiara di voler creare una Turchia "indipendente e democratica".
Il partito pubblica il quotidiano Evrensel ("Universale"), che definisce "il quotidiano dei lavoratori" e "uno strumento per la propaganda, l'agitazione e l'organizzazione delle attività".

## Risultati elettorali
Il partito ha partecipato alle elezioni nazionali del 1999 ottenendo 51.756 voti (0,17%). In altre elezioni è entrato nella coalizione guidata dal Partito Democratico del Popolo (DEHAP). Alle elezioni nazionali del 2007 ha ottenuto 26.574 voti (0,08%).